# Grand Prix Evropy 2000
Grand Prix Evropy XLIV Warsteiner Grand Prix d'Europe
- 21. květen 2000
- Okruh Nürburgring
- 67 kol x 4,556 km = 305,252 km
- 652. Grand Prix
- 39. vítězství Michaela Schumachera
- 129. vítězství pro Ferrari

## Výsledky
| Pozice | Jezdec                | Vůz             | Čas           |
| ------ | --------------------- | --------------- | ------------- |
| 1      | Michael Schumacher    | Ferrari F1-2000 | 1:42'00.307   |
| 2      | Mika Häkkinen         | McLaren MP4/15  | á 0:13:822    |
| 3      | David Coulthard       | McLaren MP4/15  | á 1 kolo      |
| 4      | Rubens Barrichello    | Ferrari F1-2000 | á 1 kolo      |
| 5      | Giancarlo Fisichella  | Benetton B200   | á 1 kolo      |
| 6      | Pedro de la Rosa      | Arrows A21      | á 1 kolo      |
| 7      | Pedro Diniz           | Sauber C19      | á 2 kola      |
| 8      | Gaston Mazzacane      | Minardi M02     | á 2 kola      |
| 9      | Jean Alesi            | Prost AP03      | á 2 kola      |
| 10     | Jenson Button         | Williams FW22   | á 5 kol       |
| 11     | Johnny Herbert        | Jaguar R1       | á 6 kol       |
| 12     | Alexander Wurz        | Benetton B200   | á 6 kol       |
| Kolo   | Odstoupili            | -               | -             |
| 51     | Ricardo Zonta         | BAR 002         | Mimo trať     |
| 47     | Marc Gene             | Minardi M02     | Plynový pedál |
| 46     | Jacques Villeneuve    | BAR 002         | Motor         |
| 29     | Eddie Irvine          | Jaguar R1       | Kolize        |
| 29     | Jos Verstappen        | Arrows A21      | Mimo trať     |
| 29     | Ralf Schumacher       | Williams FW22   | Kolize        |
| 27     | Mika Salo             | Sauber C19      | Brzdy         |
| 2      | Heinz-Harald Frentzen | Jordan EJ10     | Motor         |
| 1      | Jarno Trulli          | Jordan EJ10     | Kolize        |
| Dis    | Nick Heidfeld         | Prost AP03      | Dis           |

- Červeně – diskvalifikován pro překročení váhového limitu.

### Nejrychlejší kolo
- Michael SCHUMACHER Ferrari 	1'22269 - 199.366 km/h

### Vedení v závodě
- 1-10 kolo Mika Häkkinen
- 11-15 kolo Michael Schumacher
- 16 kolo Rubens Barrichello
- 17-35 kolo Michael Schumacher
- 36-45 kolo Mika Häkkinen
- 46-67 kolo Michael Schumacher

### Postavení na startu
| 1. řada  | 1                    | 2                     |
|          | David Coulthard      | Michael Schumacher    |
|          | McLaren              | Ferrari               |
|          | 1'17.529             | 1'17.667              |
| 2. řada  | 3                    | 4                     |
|          | Mika Häkkinen        | Rubens Barrichello    |
|          | McLaren              | Ferrari               |
|          | 1'17.785             | 1'18.227              |
| 3. řada  | 5                    | 6                     |
|          | Ralf Schumacher      | Jarno Trulli          |
|          | Williams             | Jordan                |
|          | 1'18.515             | 1'18.612              |
| 4. řada  | 7                    | 8                     |
|          | Giancarlo Fisichella | Eddie Irvine          |
|          | Benetton             | Jaguar                |
|          | 1'18.697             | 1'18.703              |
| 5. řada  | 9                    | 10                    |
|          | Jacques Villeneuve   | Heinz-Harald Frentzen |
|          | BAR                  | Jordan                |
|          | 1'18.742             | 1'18.830              |
| 6. řada  | 11                   | 12                    |
|          | Jenson Button        | Pedro de la Rosa      |
|          | Williams             | Arrows                |
|          | 1'18.887             | 1'19.024              |
| 7. řada  | 13                   | 14                    |
|          | Jos Verstappen       | Alexander Wurz        |
|          | Arrows               | Benetton              |
|          | 1'19.190             | 1'19.378              |
| 8. řada  | 15                   | 16                    |
|          | Pedro Diniz          | Johnny Herbert        |
|          | Sauber               | Jaguar                |
|          | 1'19.422             | 1'19.638              |
| 9. řada  | 17                   | 18                    |
|          | Jean Alesi           | Ricardo Zonta         |
|          | Prost                | BAR                   |
|          | 1'19.651             | 1'19.766              |
| 10. řada | 19                   | 20                    |
|          | Mika Salo            | Marc Gené             |
|          | Sauber               | Minardi               |
|          | 1'19.814             | 1'20.162              |
| 11. řada | 21                   |                       |
|          | Gaston Mazzacane     |                       |
|          | Minardi              |                       |
|          | 1'21.015             |                       |
| -------- | -------------------- | --------------------- |

- Nick Heidfeld 1'19,147 – Prost/ zajel 13 kvalifikační čas, ale byl diskvalifikován pro porušení váhového limitu.
- 107 % = 1'22"956

### Zajímavosti
- 9. pole pro Davida Coultharda
- První vítězství pro Ferrari na Nurburgringu od roku 1985 (Michele Alboreto)
- 150 GP pro Johny Herberta

| Pole position      | Vítězství          | Nej. kolo          |
| Spojené království | Německo            | Německo            |
| David Coulthard    | Michael Schumacher | Michael Schumacher |
| McLaren MP4/15     | Ferrari F1-2000    | Ferrari F1-2000    |
| 1'17.529           | 1:42'00.307        | 1'22.269           |
| 211.554 km/h       | 179.551 km/h       | 199.365 km/h       |
| ------------------ | ------------------ | ------------------ |

### Stav MS
- Zelená - vzestup
- Červená - pokles

| *  | Jezdec                | Body |
| -- | --------------------- | ---- |
| 1  | Michael Schumacher    | 46   |
| 2  | Mika Häkkinen         | 28   |
| 3  | David Coulthard       | 24   |
| 4  | Rubens Barrichello    | 16   |
| 5  | Ralf Schumacher       | 12   |
| 6  | Giancarlo Fisichella  | 10   |
| 7  | Jacques Villeneuve    | 5    |
| 8  | Heinz-Harald Frentzen | 5    |
| 9  | Jarno Trulli          | 4    |
| 10 | Jenson Button         | 3    |
| 11 | Ricardo Zonta         | 1    |
| 12 | Mika Salo             | 1    |
| 13 | Pedro de la Rosa      | 1    |

| * | Vůz      | Body |
| - | -------- | ---- |
| 1 | Ferrari  | 62   |
| 2 | McLaren  | 52   |
| 3 | Williams | 15   |
| 4 | Benetton | 10   |
| 5 | Jordan   | 9    |
| 6 | BAR      | 6    |
| 7 | Sauber   | 1    |
| 8 | Arrows   | 1    |

| * | Jezdec         | Body |
| - | -------------- | ---- |
| 1 | Německo        | 63   |
| 2 | Finsko         | 29   |
| 3 | Velká Británie | 27   |
| 4 | Brazílie       | 17   |
| 5 | Itálie         | 14   |
| 6 | Kanada         | 5    |
| 7 | Španělsko      | 1    |